# Tsémbehou
Tsémbehou of Tsimbeo is een stad in de Comoren, gelegen in het centrale deel van het autonome eiland Anjouan. Met 12.472 inwoners (2010) is het de vijfde stad van het land en de derde stad van Anjouan na Mutsamudu en Domoni. De bevolking van de stad is erg jong, met ongeveer 65% in de categorie van 0 tot 15 jaar.

## Geografie
Tsémbehou ligt op een hoogte van ongeveer 500 meter in het Bekken van Tsémbehou, op ongeveer 17 kilometer van Mutsamudu, waarmee het door drie wegen is verbonden. Nabij de stad ligt de berg Ntringui, die met 1595 meter het hoogste punt van het eiland vormt. Op de flank van deze berg, op ongeveer 1000 meter ligt het Landzémeer (Dzialandzé), het grootste zoetwatermeer van de Comoren en nabij de stad stroomt de rivier de Tratringa, de langste rivier van de archipel. Met een jaarlijks gemiddelde van 3.236 mm, is het tevens het natste gebied van het land.

## Geschiedenis
De stad werd gesticht tegen het einde van de 13e eeuw onder sultan Abdallah III door 24 gezinnen uit de vroegere plaats Bangoi, dat nabij de huidige plaats Bambao Mtsanga lag en op bevel van de sultan moest worden ontruimd, daar deze er zijn leger en hof wilde vestigen. De plaats lag eerst nabij Dziani, maar werd uiteindelijk naar het Bekken van Tsémbehou verplaatst, daar hier meer bos groeide, dat de inwoners zo beter konden exploiteren. Volgens een lokale legende zou dit zijn gebeurd in de periode dat de Shirazijnen het eiland Anjouan bereikten.
In de 18e eeuw was er een lokale vrijheidsstrijder genaamd Tumpa actief, die in 1771 meer dan 7000 man mobiliseerde en in 1775 Domoni veroverde op de toenmalige sultan Saidi Ahamd uit onvrede over de heersende slavernij. Ahamd liet hen echter beschieten met een Brits schip dat voor anker lag in Mutsamudu, waarbij Tumpa omkwam. Daarop herstelde de sultan de orde weer.
In 1950 werd de stad getroffen door een tornado. In 1959 werden een waterleidingnetwerk aangelegd en een basisschool gebouwd. Van 1973 to 1974 werd gebouwd aan een geasfalteerde weg naar de stad en werd en brug over de nabijgelegen rivier de Dziani gebouwd. In februari 1974 kwamen Comorese vluchtelingen uit de door etnische onrust getroffen Malagassische stad Mahajanga naar Tsémbehou. In 1977 werd een deel van de stad verwoest. In 1988 werd er een gezondheidscentrum gebouwd, in 1991 kreeg de stad aansluiting op het elektriciteitsnet en werd er een radiostation geopend, in 1996 werd een markt geopend en in 1997 een tv-station. In 2000 werd de gemeente Tsémbehou opgericht.